# Flugsnapparen 8

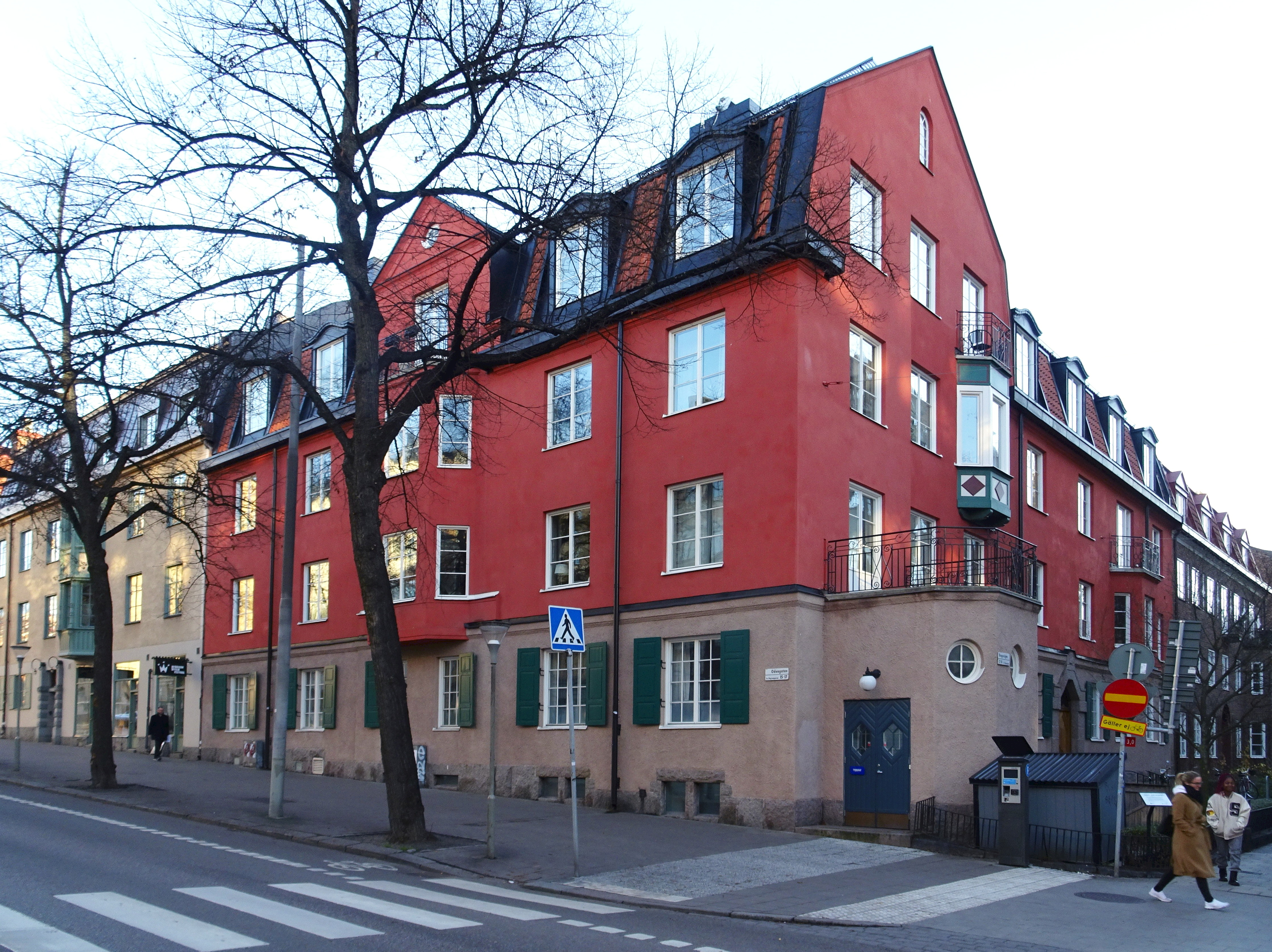
Flugsnapparen 8, Odengatan 13 / Bragevägen 12, november 2022.

Flugsnapparen 8 är en kulturhistoriskt värdefull bostadsfastighet i kvarteret Flugsnapparen belägen vid hörnet Odengatan 17 (f.d. 13) / Bragevägen 12 i Lärkstaden på Östermalm i Stockholm. Byggnaden uppfördes 1915–1917 efter ritningar av arkitekt Hjalmar Westerlund. Fastigheten är grönmärkt av Stadsmuseet i Stockholm, det innebär "särskilt värdefull från historisk, kulturhistorisk, miljömässig eller konstnärlig synpunkt". Flugsnapparen 8 ingår i ett område av Riksintresse för kulturmiljövården. I byggnaden bodde tidvis kärnfysikern Lise Meitner och diplomaten Raoul Wallenberg.

## Historik

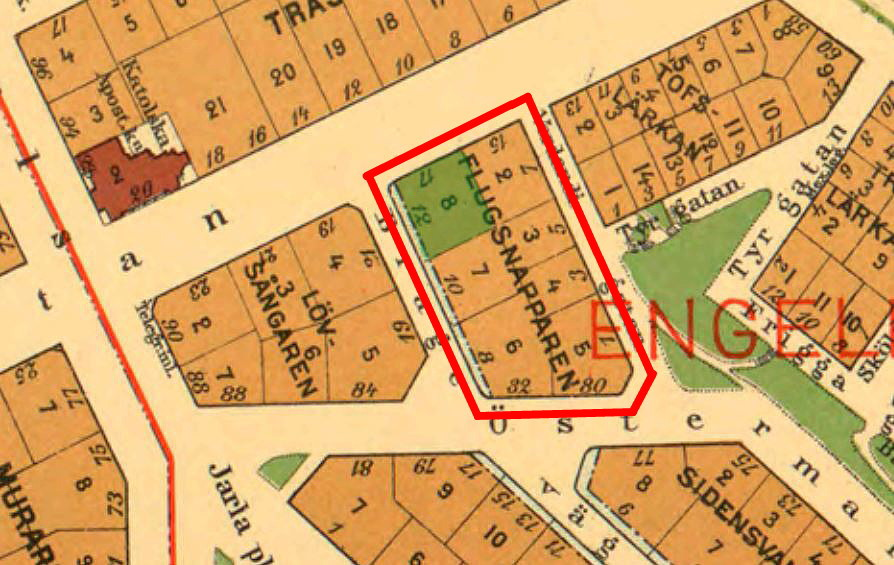
Kvarteret Flugsnapparen 1930 med Flugsnapparen 8 (grön marketing).

Kvarteret Flugsnapparen och anslutande kvarter i söder och väster bildares 1908 i samband med en stadsplan för Eriksbergsområdet med omgivning som upprättats av stadsingenjören Gustaf von Segebaden och som i sin tur byggde på ett stadsplaneförslag ritat 1902 av stadsplanearkitekten Per Olof Hallman.
Kvarteren Flugsnapparen, Sidensvansen och del av Skatan berördes av en ändring i stadsplanen från 1913 som innebar att de planerade husen i Engelbrektskyrkans omgivning skulle sänkas i höjd och delvis uppföras som fristående byggnadskroppar.
Fasad- och takmaterial i området anpassades, efter viss styrning från byggnadsnämnden, helt till kyrkobyggnaden. Undantag blev tre byggnader (Flugsnapparen 2, 3 och 8) i kvarteret Flugsnapparen som låg intill Odengatan respektive Verdandigatan vilka fick putsade fasader medan alla övriga uppfördes med fasader av rött fogstruket tegel.
För fastigheten Flugsnapparen 8 avsattes en areal om 801,2 kvadratmeter och såldes 1915 av Stockholms stad med äganderätt (”å fri och egen grund” står det på tomtkartan) till byggherren P. Egelnoff. Enligt Stockholms adresskalender sålde Egelnoff sin fastighet ganska omgående till Gustaf Lundbergs byggnadsfirma som uppförde huset. 1917 och åren därefter uppges sedan som fastighetsägare en grosshandlare J.E. Nordin. Idag (2022) innehas fastigheten av tjänstepensionsföreningen PP Pension.

## Byggnadsbeskrivning

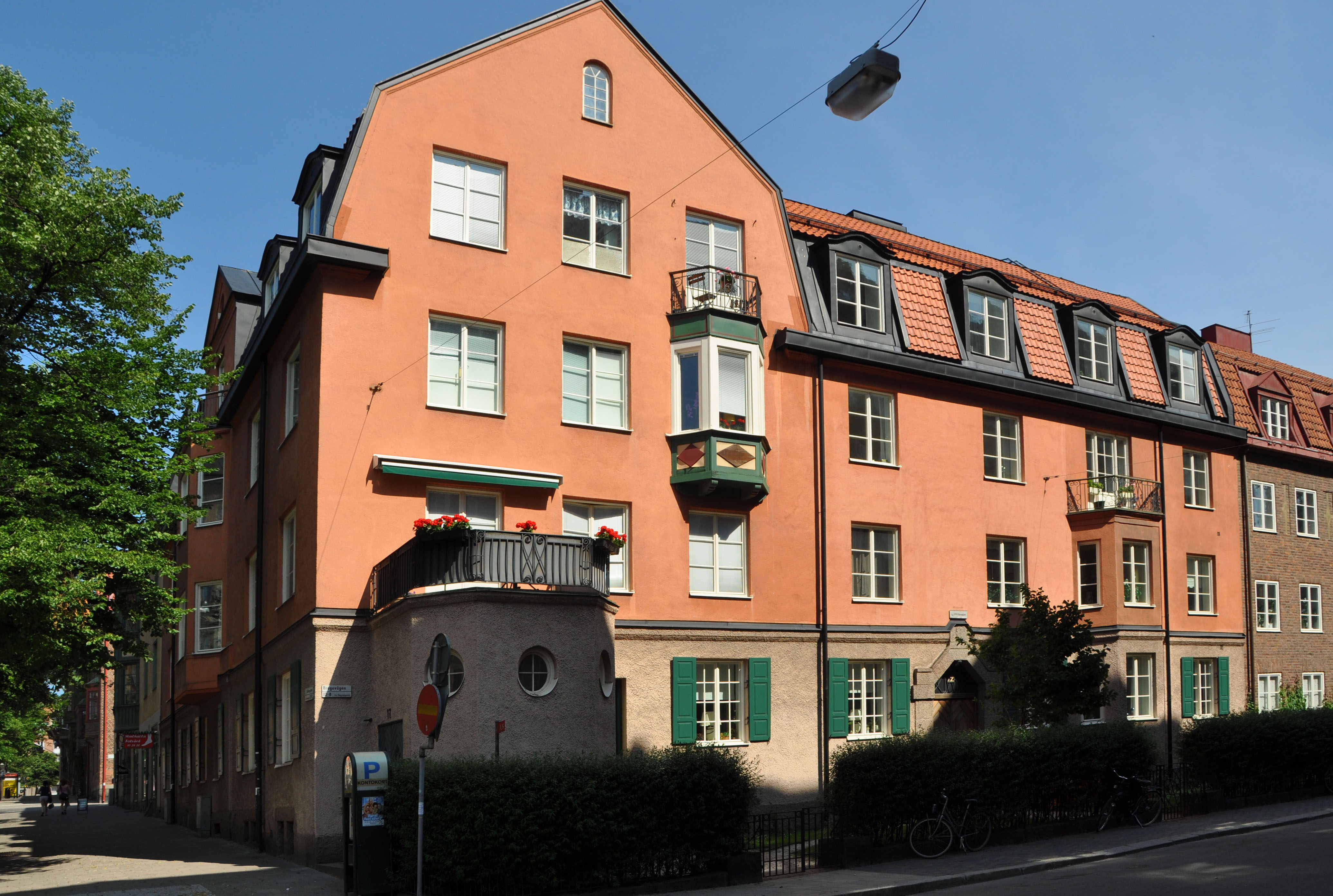
Byggnaden år 2010, innan renoveringen.

Flugsnapparen 8 uppfördes i tre våningar och inredd vind samt källare. Fasaderna putsades i två kulörer; grå-beige spritputs i höjd med bottenvåningen och rödbrun slätputs däröver. Bottenvåningens fönster försågs med fönsterluckor. Yttertaket täcktes av taktegel. Mot Odengatan fick fasaden en sträng symmetrisk uppbyggnad med ett centralt placerat burspråk i två våningar som avslutas av en balkong och en frontespis ovanför taket. 
Mot Bragevägen reser sig husets höga gavel som pryds av ett burspråk som är gestaltat som karnap i trä. Huvudentrén är från Bragevägen 12. Porten är inramad av en portal i mönsterhuggen granit. I entréhallen ligger ett brunt marmorgolv med gråsvart bård. Väggarnas övre delar och taket är målade med geometrisk dekor i svart, grått och blått.
Den ursprungliga planlösningen var, enligt arkitektritningarna från 1915 tre, fyra och fem rum och kök med jungfrukammare samt enkelrum och några dubbletter. De senare var lägenheter om två rum utan kök, dock med badrum eller dusch som ofta hyrdes ut till ensamstående herrar.
År 1984 ombyggdes botten- och källarvåningen till kontor och 2003 inreddes en restaurang i källarvåningen. 2017–2018 utfördes en genomgripande renovering och ombyggnad av fastigheten och på kallvinden tillkom fem nya lägenheter, samtidigt fick fasaderna sin nuvarande mörkröda kulör.

### Arkitektritningar från 1915

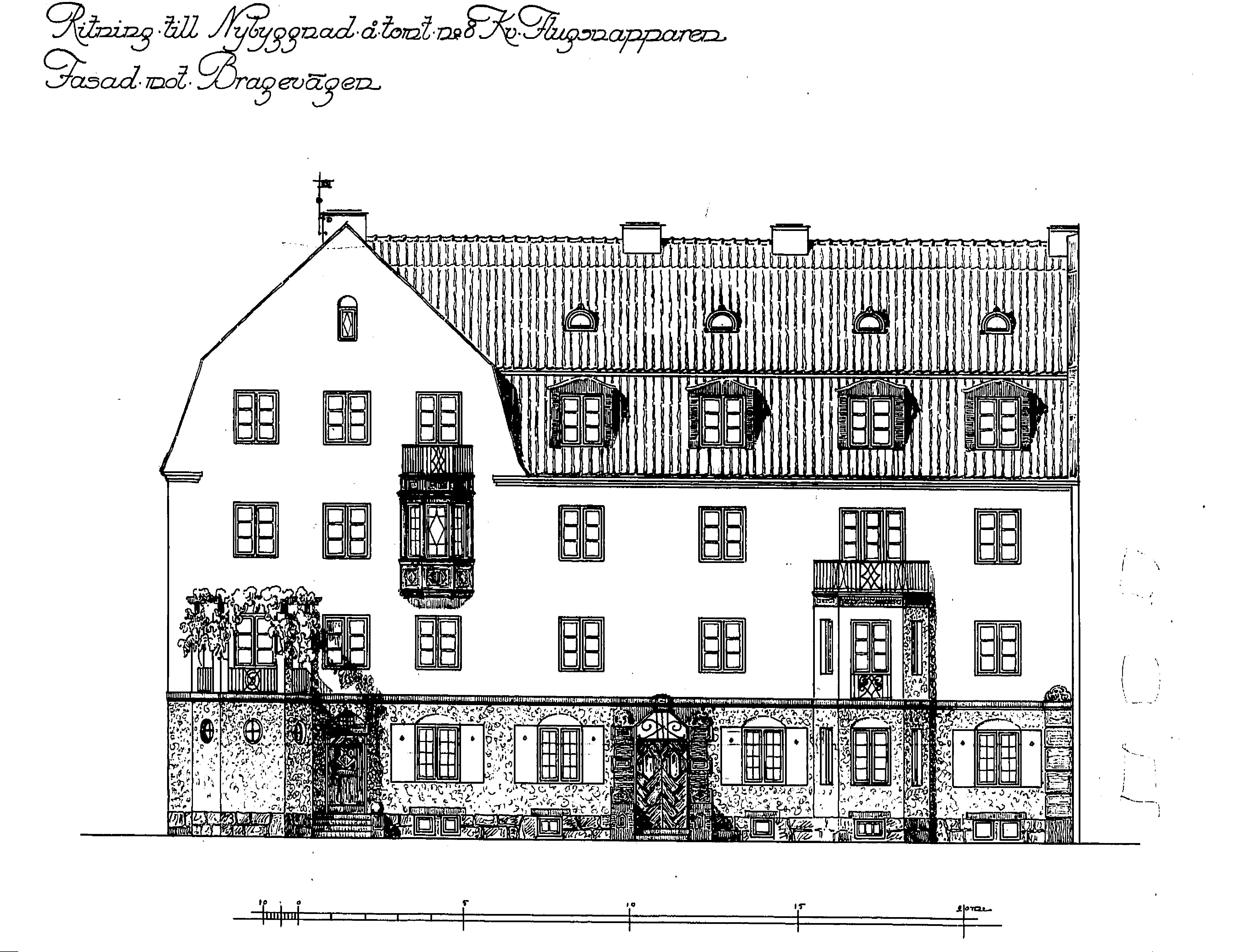
Fasad mot Bragevägen.
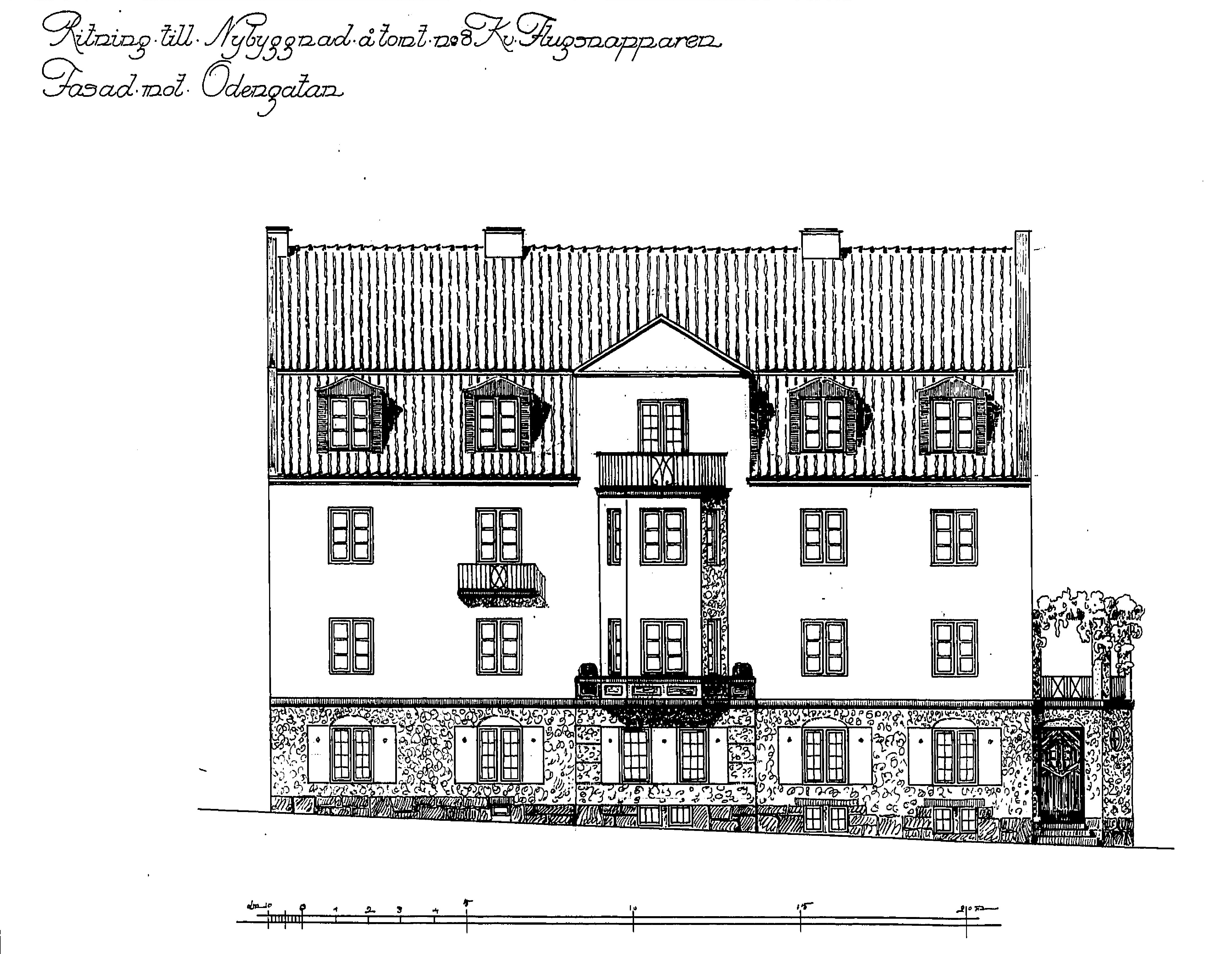
Fasad mot Odengatan.
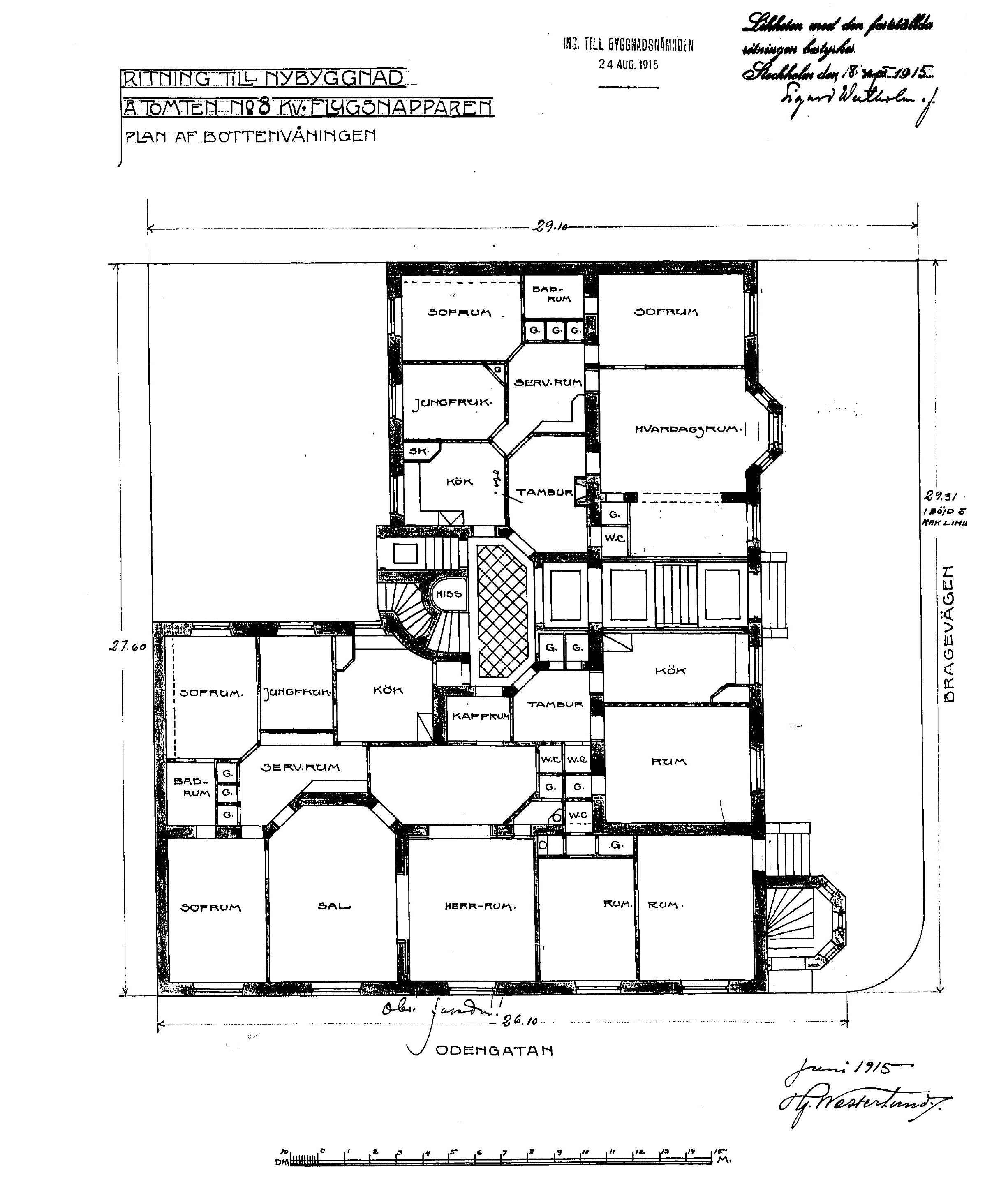
Bottenvåning.
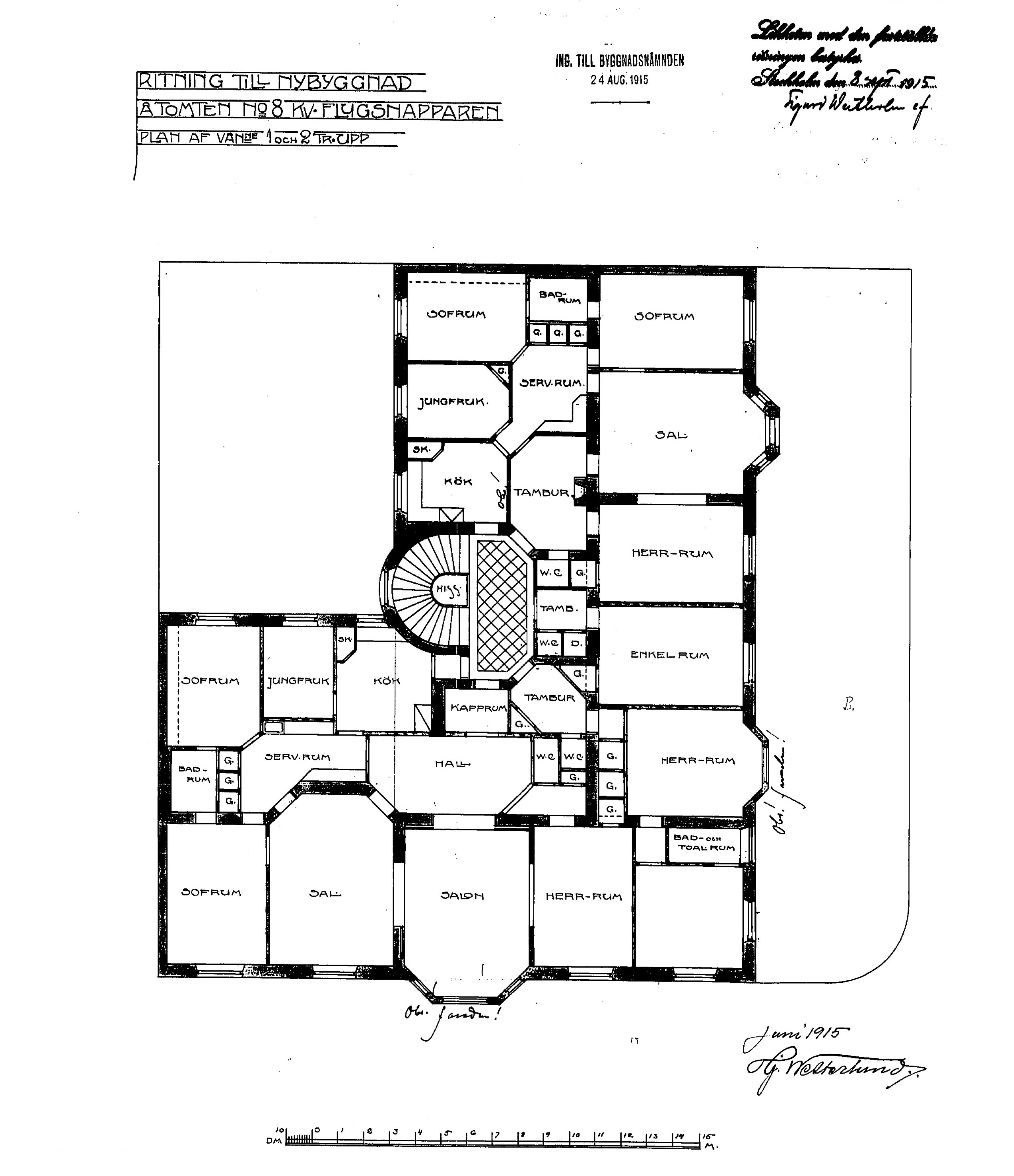
Våning 1 och 2 trappor.
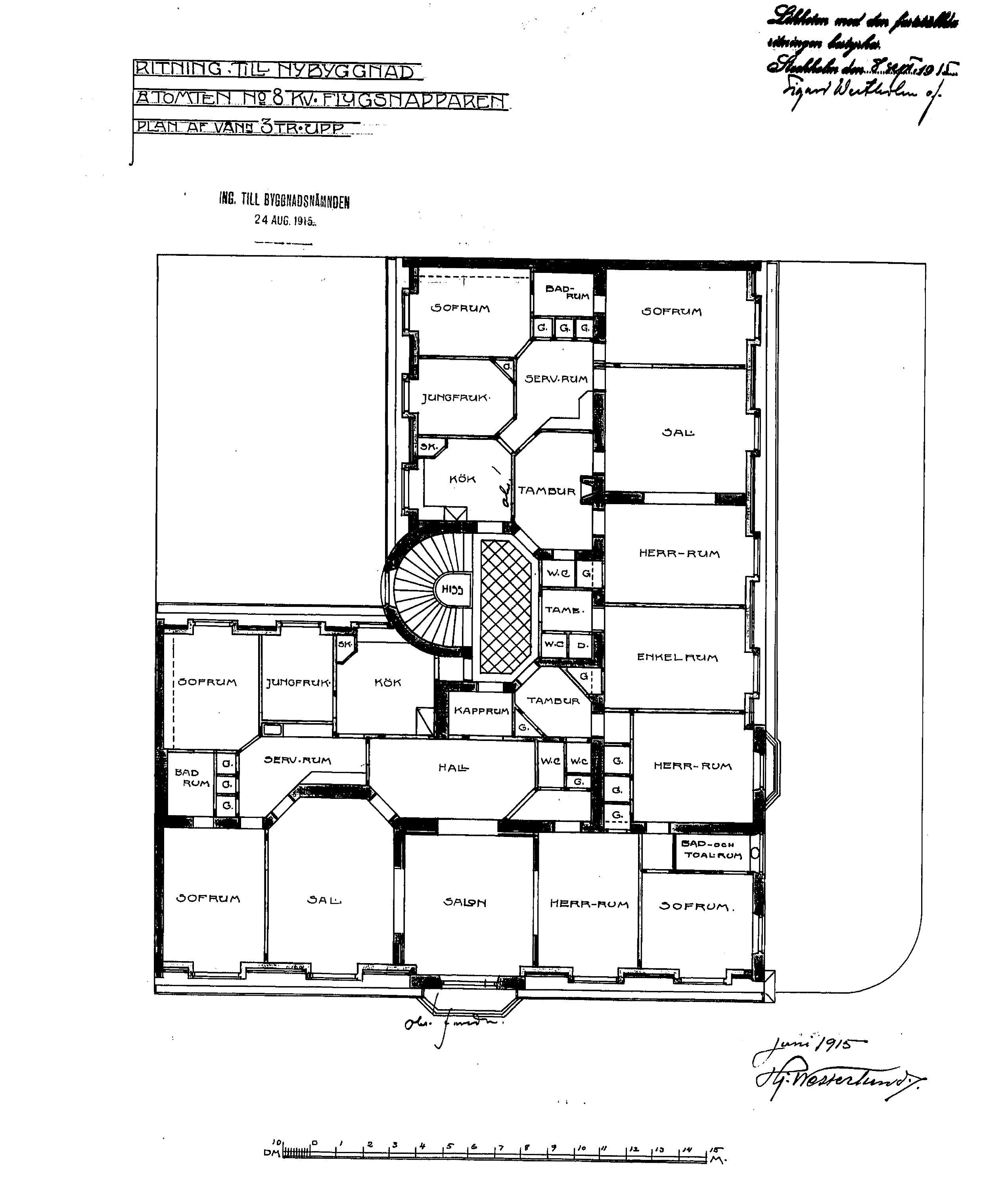
Våning 3 trappor.
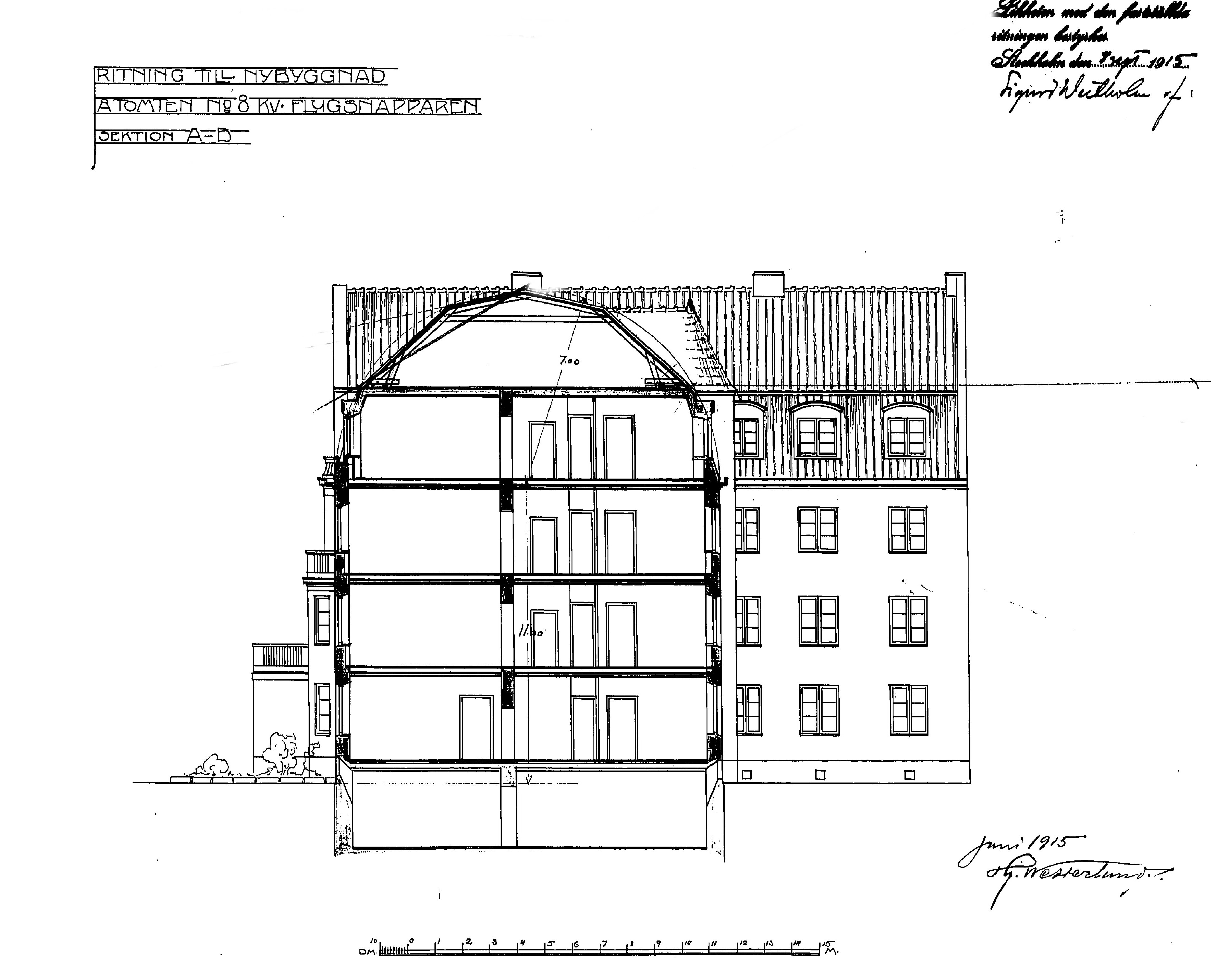
Sektion.

## Kända hyresgäster

### Lise Meitners Stockholmsbostad

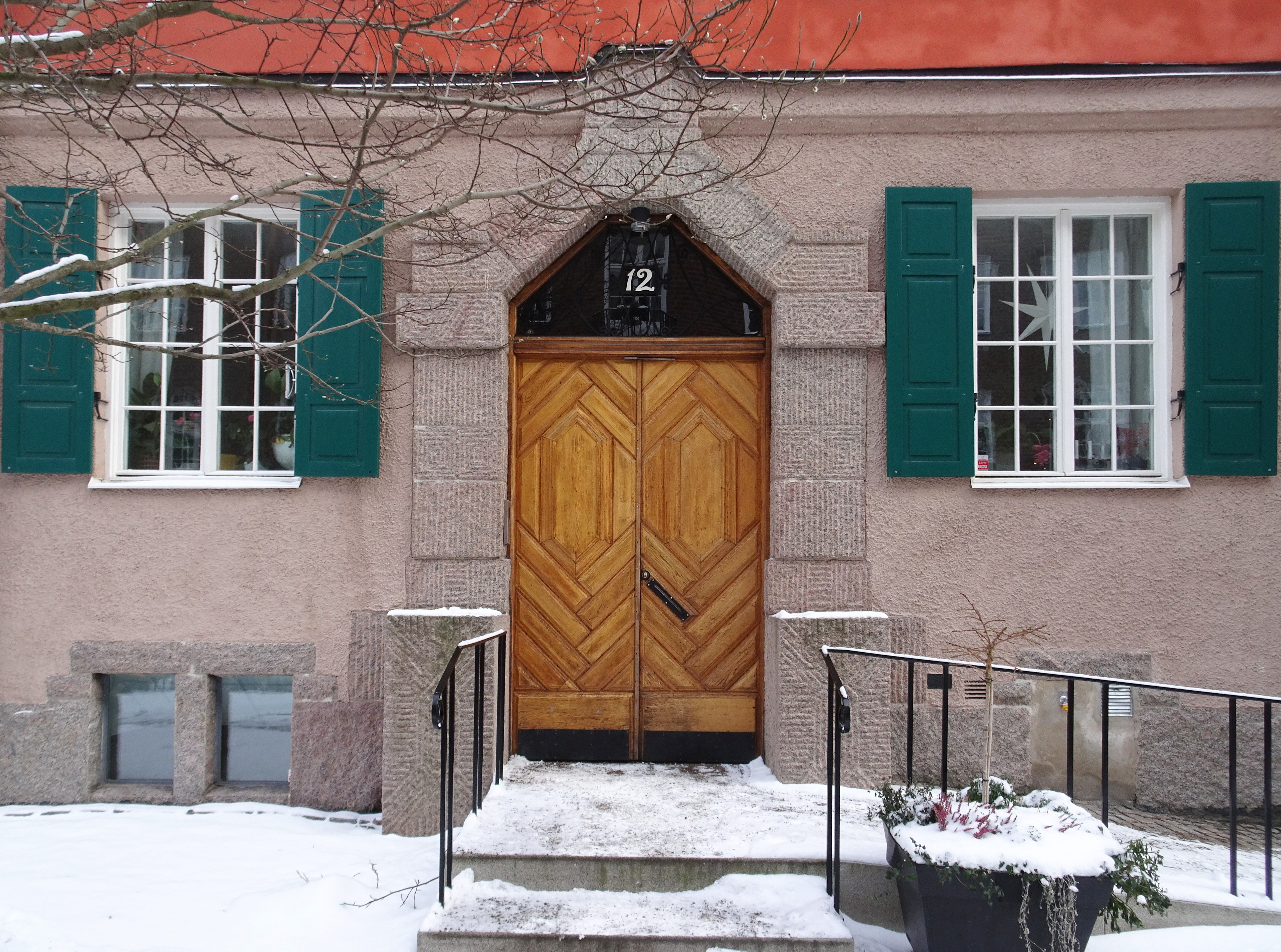
Bragevägen 12 var tidvis Lise Meitners och Raoul Wallenbergs Stockholmsadress.

Bragevägen 12 var kärnfysikern Lise Meitners bostad under större delen av sina år i Sverige. Efter Hitlers annektering av Österrike blev Meitner plötsligt statslös och som jude fick hon inte heller tyskt medborgarskap efter att ha förlorat sitt österrikiska. Hon flydde till Sverige och kom i september 1938 till Stockholm. Med hjälp av sina svenska vänner lyckades hon få ut sin syster Gusti och hennes man Jutz Frisch från Österrike och de bosatte sig tillsammans i en av lägenheterna på Bragevägen 12.

### Raul Wallenbergs sista bostad
Mellan 1941 och 1944 bodde diplomaten Raoul Wallenberg i denna fastighet. Han hyrde en tvårummare på 57 kvadratmeter med en stor balkong i hörnet Odengatan / Bragevägen. I juli 1944 reste han till Budapest för att rädda tusentals människor från Förintelsen genom sin omfattande verksamhet med att dela ut så kallade skyddspass. I början av 1945 tillfångatogs Wallenberg av ryssarna och kom aldrig tillbaka till sin bostad i Stockholm. Den 17 september 2013 uppsattes en minnestavla utanför byggnaden. Den avtäcktes av dåvarande kulturborgarrådet Madeleine Sjöstedt och tal hölls av bland andra Wallenbergs syster Nina Lagergren. Författaren Ingrid Carlberg läste ur sin Raoul Wallenbergbiografi  "Det står ett rum här och väntar på dig ...": berättelsen om Raoul Wallenberg.